# HD 31209
HD 31209，又名BD+01 847，SAO 112191、HR 1565，是一颗恒星，视星等为6.61，位于銀經197.04，銀緯-25.08，其B1900.0坐标为赤經4h 48m 45.1s，赤緯+1° -25.08′ 19″。